# Reducció de Clemmensen
|  | Per a altres significats, vegeu «Reducció (desambiguació)». |

La reducció Clemmensen és una reacció química en la qual es redueix una cetona o aldehid a un alcà en medi àcid i utilitzant una amalgama de zinc i mercuri. El seu nom prové del químic americà Erik Christian Clemmensen.